# Activitat d'ETA a les Illes Balears
L'activitat de l'organització armada ETA a les Illes Balears es va centrar en l'illa de Mallorca i va estar molt discontínua en el temps, a banda de la presència de presos de l'organització a les presons de les Illes. Es va detectar la seva activitat en tres estius diferents: 1991, en què hi hagué tres atemptats, el 1995 en què es detingueren tres activistes per l'intent d'assassinat del Rei Joan Carles i el 2009, en què s'assassinaren dos guàrdies civils en una campanya per perjudicar els interessos del turisme. Fins al 2009, els atemptats s'havien saldat en destrosses en edificis, però el 30 de juliol d'aquest any, la banda es cobrà les seves primeres víctimes mortals a les Illes. Foren dos guàrdies civils: Diego Salvà Lezaun i Carlos Sáenz de Tejada.

## 1991
El 30 de juliol de 1991 es registraren dos atemptats a Palma: una explosió a un xalet on vivien militars del carrer Arquitecte Bennàssar número 68, en el qual es registraren ferits lleus i un cotxe-bomba a la Porta del Camp, davant l'edifici de suboficials de l'Exèrcit, ara desaparegut. En aquest segon atemptat, no es registraren ferits i els danys materials foren mínims.
El 30 d'octubre d'aquell any es descobrí al carrer Missió de San Diego, enfront d'un hotel de la Platja de Palma, el vehicle de lloguer que empraren els terroristes, que tenia al seu interior una bomba que no arribà a esclatar. Els TEDAX el feren detonar controladament. Els autors d'aquesta campanya foren Idoia Lopez Riaño i José Luis Urrusolo Sistiaga.

## 1995
El 9 d'agost de 1995 foren detinguts a l'illa Juan José Rego Vidal, el seu fill Iñaki Rego i Jorge García Sertucha, que formaven un comando que tenia com a objectiu assassinar al rei Joan Carles I. En la sentència que condemnava els acusats, consta que el Rei va estar tres vegades en el punt de mira dels etarres, que no dispararen, ja que no tenien la fugida preparada.

## 2004
L'11 de febrer de 2005 va ser detingut a Basauri (País Basc) l'etarra alliberat Javier Pérez Aldunate, qui, segons les investigacions policials, va rebre ordres d'ETA per a atemptar contra el Rei la Setmana Santa del 2004. No va poder executar l'atemptat, ja que no va rebre el rifle de precisió.

## 2009
El 30 de juliol de 2009, devers les 14.00 h, ETA atemptava amb el mètode del cotxe-bomba contra dos guàrdies civils prop del quarter de la Guàrdia Civil de Palmanova, al municipi mallorquí de Calvià. Els dos resultaren morts: Diego Salvà Lezaun i Carlos Sáenz de Tejada. El mateix dia, a les 19.00 h, la policia detonà controladament un altre cotxe-bomba a pocs metres de l'altre. Aquest atemptat fou reivindicat per ETA el 8 d'agost següent, en un comunicat al diari Gara.
El 9 d'agost, explotaren a diferents llocs de Palma, quatre artefactes explosius de baixa potència que no causaren danys personals: un al Restaurant La Rigoletta i un altre al restaurant Enco, els dos al Portitxol. Un tercer artefacte explotà a les galeries comercials de la Plaça Major i el quart, al Bar Nica, a les Avingudes.